# Silentvalleya
Silentvalleya là một chi thực vật có hoa trong họ Hòa thảo (Poaceae).

## Loài
Chi Silentvalleya gồm các loài: